# Jesús del Pino
del Pino  Corrochano est un nom espagnol. Le premier nom de famille, en général paternel, est del Pino ; le second, en général maternel, souvent omis, est Corrochano.
Jesús del Pino Corrochano (né le 9 septembre 1990 à Segurilla) est un coureur cycliste espagnol, membre de l'équipe Aviludo-Louletano-Loulé Concelho. 

## Palmarès
- 2009
  - 3e du Tour de la communauté de Madrid espoirs
- 2012
  - 2e du Mémorial Agustín Sagasti
  - 2e du Dorletako Ama Saria
  - 3e du Premio Nuestra Señora de Oro
- 2013
  - 2e étape du Tour des Pays de Savoie
- 2014
  - 3e du Tour des Pays de Savoie
- 2016
  - 3e du Circuit de Malveira
- 2017
  - Classement général du Tour de Cova da Beira
  - Prémio Albergaria

## Classements mondiaux
| Année                                 | 2013 | 2014 | 2015 | 2016  | 2017 | 2018  | 2019 | 2020 | 2021  | 2022  | 2023  | 2024  |
| ------------------------------------- | ---- | ---- | ---- | ----- | ---- | ----- | ---- | ---- | ----- | ----- | ----- | ----- |
| Classement mondial                    |      |      |      | 1737e | 491e | 1858e | 831e | nc   | 2339e | 1211e | 1693e | 1368e |
| UCI Europe Tour                       | 540e | 265e | nc   | 1154e | 263e | 1233e | 606e | nc   | 1561e | 848e  | nc    | nc    |
| UCI Asia Tour                         | 291e | nc   | nc   | nc    | nc   | nc    |      |      |       |       |       |       |
|                                       |      |      |      |       |      |       |      |      |       |       |       |       |
| Légende : nc = non classéSource : UCI |      |      |      |       |      |       |      |      |       |       |       |       |